# Radicaal 200
Van de in totaal 214 Kangxi-radicalen heeft radicaal 200 de betekenis hennep en vlas. Het is een van de zes radicalen die bestaat uit elf strepen.
In het Kangxi-woordenboek zijn er 34 karakters die dit radicaal gebruiken.

## Karakters met het radicaal 200

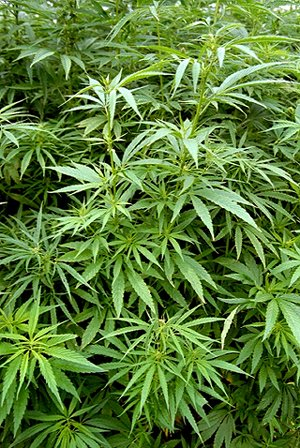
Hennep

| Strepen | Karakter |
| ------- | -------- |
| + 0     | 麻       |
| + 3     | 麼 麽    |
| + 4     | 麾       |
| + 7     | 麿       |
| + 8     | 黀       |
| + 9     | 黁       |
| + 13    | 黂       |

Bronskarakter
Groot zegelkarakter
Klein zegelkarakter